# Manettia
Manettia é um género botânico pertencente à família Rubiaceae.